# Династія Пізня Хань
Дина́стія Пізня Хань (кит. трад.: 後漢; піньїнь: Hòu Hàn) — держава, що існувала після припинення династії Тан та розпаду Китаю. Її володарі правили на півночі Китаю у період П'яти династій та Десяти царств. Заснована предстаниками племені тюрків-шато. Була повалена у результаті повстання.
Засновником династії Лю Чжиюань, став військовий губернатор (цзєдуши) Бінчжоу, області навколо Тайюань в нинішній провінції Шаньсі. У 947 році династія Пізня Цзінь була знищена державою киданів Ляо. Того ж року помирає імператор Ляо. скориставшись цими обставинами Лю Чжиюань заснував власну династію, яка отримала назву Пізня Хань. У 950 році вона була повалена Го Веєм, який заснував династію Пізня Чжоу.

## Імператори
| № | портрет | рід       | ім'я                 | Роки життя | Роки правління | Девіз                                            | Примітки                            | Храмове ім'я | Посмертне ім'я                            |
| - | ------- | --------- | -------------------- | ---------- | -------------- | ------------------------------------------------ | ----------------------------------- | ------------ | ----------------------------------------- |
| 1 |         | Лю 劉 Liǔ | Чжиюань 知遠 Zhīyuǎn | 895—948    | 947—948        | Тянфу (947) 天福 Tiānfú Цянью (948) 乾祐 Qiányòu | Цзедуші Бінчжоу. Засновник імперії. | 高祖 Gāozǔ   | 睿文聖武昭肅孝 Ruìwén Shèngwǔ Zhāosù Xiào |
| 2 |         | Лю 劉 Liǔ | Ченью 承祐 Chéngyòu  | 931—951    | 948—951        | Цянью 乾祐 Qiányòu                               | Син Чжиюаня                         | —            | 隱 Yǐn                                    |